# Council of Rotuma
Das Council of Rotuma ist eine Gemeindeverwaltung auf der Insel Rotuma, einer Dependenz von Fidschi. Gemäß dem einzigartigen Charakter von Rotuma sind die Befugnisse dieses „Council“ (Rat) größer, als diejenigen der anderen Gemeinden in Fidschi, und das Council hat teilweise sogar den Charakter einer Legislative, auch wenn es insgesamt dem Parlament von Fidschi untergeordnet ist.

## Struktur
Das Council besteht aus vierzehn Vollmitgliedern und drei beratenden Mitgliedern. Jeder von Rotumas sieben Distrikten wählt einen Abgeordneten in das Council; die traditionellen Chiefs jedes Distrikts sind ebenfalls Council Member ex officio (von Amts wegen).  Die beratenden Mitglieder, denen Rederechte zustehen, jedoch keine Stimmrechte, sind die District Officer, die ältesten Medical Officer, sowie die ältesten Agricultural Officer, die alle ex officio zum Council gehören.

## Wahl
Die sieben Chiefs werden nach traditionellen Regeln bestimmt. Die Wahl findet gewöhnlich auf Lebenszeit statt, auch wenn der fidschianische Cabinet Minister, der für Rotuma zuständig ist, aus eigener Entscheidungsvollmacht einen Chief entlassen kann und die Wahl eines neuen anordnen kann.
Die sieben gewählten Abgeordneten werden auf drei Jahre von Rotumanen ab 21 Jahren gewählt. Kandidatur ist auf Personen beschränkt, die auch wählen dürfen.
Die Vollmitglieder des Council wählen aus ihren eigenen Reihen einen Vorsitzenden (Chairman). Zusätzlich zu seiner Stimme als Ratsmitglied, hat der Chairman ein Entscheidungsrecht (casting vote) im Falle eines Unentschieden. Chairman ist derzeit (2020) Terani Rigamoto.

## Verfahren
Das Council muss sich mindestens ein Mal alle drei Monate treffen. Der Chairman und neun andere Mitglieder bilden das Quorum für die Beschlussfähigkeit. Außerordentliche Treffen können vom Chairman einberufen werden, auf seine eigene Initiative oder auf Verlangen von acht Mitgliedern des Councils.
Das Council hat die folgenden Kompetenzen und Verantwortlichkeiten:
- die Direktiven des Cabinet Ministers von Fidschi für Rotuma umzusetzen.
- den Rotuman Development Fund zu verwalten. Dieser wurde durch den Rotuma Act begründet.[1]
- Bylaws (Verordnungen) im Bezug auf Umwelt, Müll und Gesundheit zu verabschieden.
- Verordnungen für die soziale und wirtschaftliche Verbesserung der Gemeinschaft von Rotuma (Rotuman Community) zu verabschieden
- Gemeinschaftliche Arbeit zu organisieren
- Kinder- und Altenpflege zu organisieren
- den Schutz von Nahrungsreserven in Rotuma zu organisieren.

im Zuge dieser Kompetenzen kann das Council auch Gefängnisstrafen bis zu vier Monaten und Geldstrafen bis zu hundert Dollar aussprechen, oder beides.
Zusätzlich hat das Council historisch noch zwei andere wichtige Aufgaben, welche letztlich durch den militärischen Staatsstreich 2006 und die Verkündung der Verfassung von 2013 aufgehoben wurden:
- Das Council nominierte 3 Mitglieder des Great Council of Chiefs. Das Great Council wurde von der militärgestützten Interims-Regierung abgeschafft.
- Das Council nominierte 1 Mitglied des Senate of Fiji. Der letzte Senator des Rotuma Island Council war John Fatiaki, der von Juni 2006 bis zum Staatsstreich am 5. Dezember 2006 im Amt war. Der Senat wurde ebenfalls durch die Verfassung von 2013 abgeschafft.